# Microdon rufiventris
Microdon rufiventris är en tvåvingeart som först beskrevs av Camillo Rondani 1848.  Microdon rufiventris ingår i släktet myrblomflugor, och familjen blomflugor. Inga underarter finns listade i Catalogue of Life.